# Horalka (film)
Horalka (v originále La ciociara) je italské filmové válečné drama, které bylo natočeno v roce 1960 režisérem Vittoriem De Sica podle románové předlohy od Alberto Moravii. Hlavní roli ztvrárnila světoznámá italská filmová herečka Sophia Lorenová.
Příběh je o matce, která se snaží ochránit svoji dceru od hrůz války. Je sice vymyšlený, ale založen na skutečných událostech, které Italové nazývají Marocchinate. Ve filmu hrají kromě Sophie Lorenové Jean-Paul Belmondo, Eleonora Brown, Carlo Ninchi a Andrea Checchi.
Film byl nominován a na Oscara a filmovou cenu udělovanou americkou filmovou Akademií skutečně získal a to v kategorii hlavní ženský herecký výkon, kterou vyhrála Sophia Lorenová. Bylo to poprvé, co Oskara získal neanglicky mluvený film. Lorenová byla příliš nervózní na to, aby se zúčastnila ceremoniálu udělování Oskarů v Los Angeles, a proto zůstala v Římě.